# Suzhou (flod)
 For alternative betydninger, se Suzhou (flertydig). (Se også artikler, som begynder med Suzhou)
 Suzhoufloden 苏州河 (Sūzhōu Hé, på engelsk kaldt Suzhou Creek) er en flod i Kina som løber gennem Shanghais centrum . Den er opkaldt efter Sūzhōu, en by  i provinsen Jiangsu, og som tidligere var en langt vigtigere by før Shanghai begyndte at vokse i 1800-tallet. 
Suzhoufloden er et af de vigtigste afløb fra Tai Husøen, og har en længde på 125 km, hvoraf 54 km er i byprovinsen Shanghai og 24 km indenfor den bymæssige bebyggelse. Den løber ud i  Huangpu-floden i nordenden af The Bund i Huangpu-distriktet.
Efter Nankingaftalen som tvang Kina til at åbne sig i 1842 og Shanghai blev en international handelshavn, dannede floden grænsen mellem den britiske koncession (søndre bred) og den amerikanske bosættelse (nordre bred) indtil begge koncessioner blev slået sammen til den internationale bosættelse i 1863. Da japanerne invaderede Shanghai i 1937 blev floden grænsen mellem den internationale bosættelse (syd) og den japanske koncession (nord).
Med Shanghais vækst blev Suzhoufloden en vigtig handelsvej for transport af varer ind i landet. Mange lagerbygninger  og fabrikker blev anlagt ved floden, der blev stærkt forurenet. Senere er fabrikkerne flyttet ud til forstæderne. 
Fra 1992 er der foretaget en storstilet rehabilitering af flodområdet. Den er blevet så ren at der gennemføres kapproning.   Floden krydses af et stort antal broer, ofte i europæisk stil. En særlig kendt bro er Waibaidu-broen. I 2007 var der 30 broer over Suzhoufloden. 
- Wikimedia Commons har flere filer relateret til Suzhou (flod)

31°14′42″N 121°29′13″Ø / 31.2449°N 121.487°Ø